# Derwent (Derbyshire)
Pour les articles homonymes, voir Derwent.
La Derwent est une rivière s'écoulant dans le comté du Derbyshire, Angleterre. Elle rejoint le fleuve Trent à Derby.